# Matthias Apiarius
Matthias Apiarius, ou Matthias Biener, né vers 1495-1500 à Berching dans le Haut-palatinat et mort en septembre 1554 à Berne, est un imprimeur et éditeur suisse d'origine allemande. Il a introduit l'imprimerie à Berne et est l'un des éditeurs de musique majeurs de la Suisse.

## Biographie

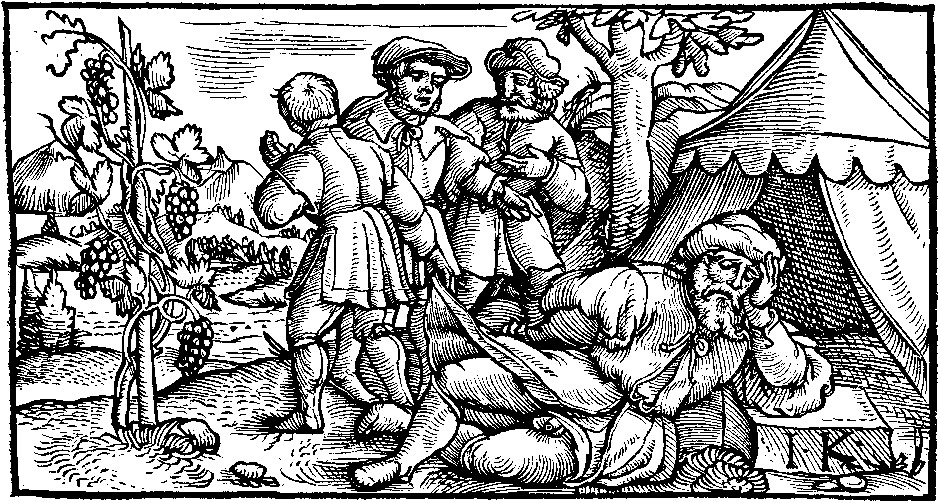
Gravure de Matthias Apiarius de 1539 : L'Ivresse de Noé.

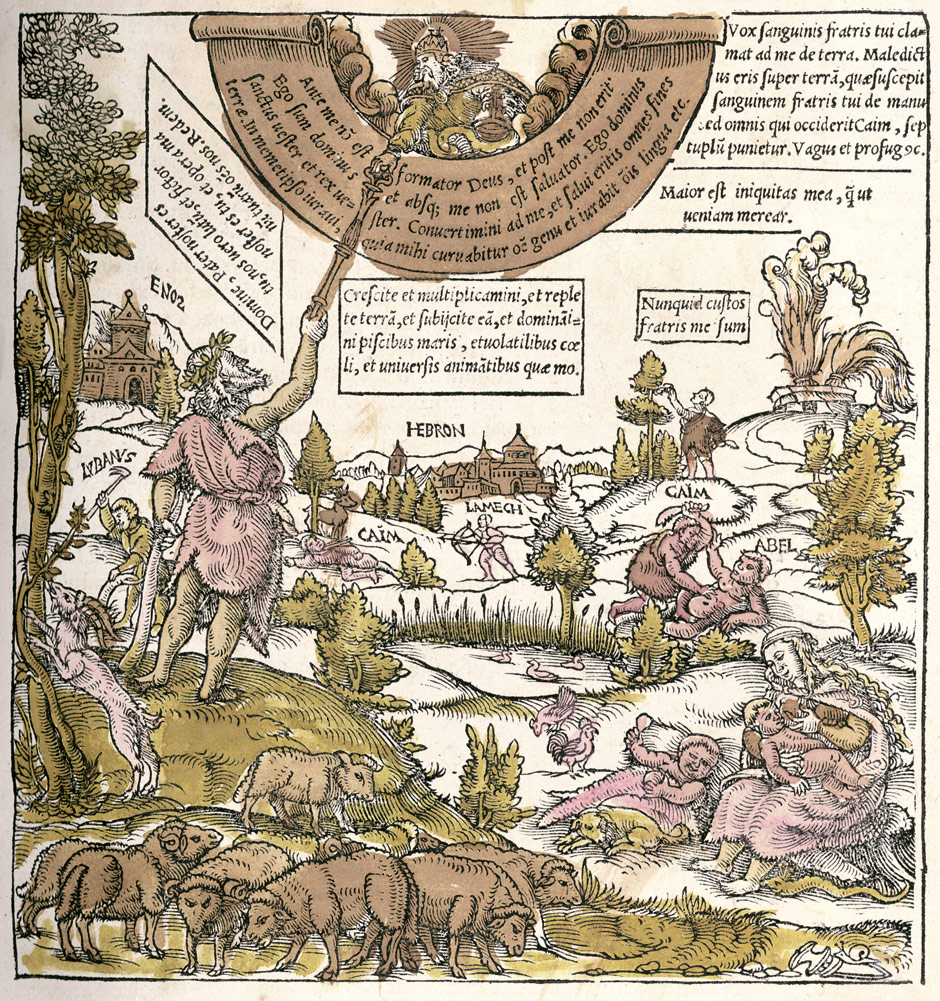
Gravure de Matthias Apiarius (1540) : Catalogus annorum et principum geminus

Apiarius est d'abord imprimeur à Nuremberg et à partir de 1525 à Bâle. On lui attribue la Danse macabre de Niklaus Manuel (1484-1530), gravée vers 1525. Entre 1533 et 1536 il travaille à son compte à Strasbourg. Il s'associe un peu plus tard à Peter Schöffer le Jeune avec lequel il imprime quelques ouvrages musicaux. En 1537, il est invité par le conseil municipal de Berne à venir s'installer dans la ville. Il y introduit l'imprimerie en janvier et y travaille aussi comme relieur. C'est dans la Maison Apiarius, toujours visible au 70 de la Brunngasse, qu'il édite de nombreux ouvrages musicaux, des Volkslieder annotés, ainsi que des écrits théologiques pour la Réforme. Il diffuse depuis Berne des comptes-rendus d'événements pour les foires du Livre de l'époque, précurseurs des gazettes. Il reçoit en 1539 droit de cité à Berne.
Apiarius est topographe au Registre cartographique de Bavière. Son travail cartographique est publié en 1568.
Après sa mort, son fils Samuel Apiarius reprend l'imprimerie de son père où il l'assistait depuis 1547. Son autre fils, Siegfried Apiarius, est xylographe et relieur.
Sa marque d'imprimeur est l'ours avec la ruche : l'ours grimpe en haut de l'arbre pour y chercher le miel, entouré de cinq abeilles à gauche et sept à droite, au pied de l'arbre poussent des plantes.